# 集約畜産
集約畜産（しゅうやくちくさん、英: Intensive animal farming）または工業的畜産（英: industrial livestock production）とは、集約農業の一形態で、具体的にはコストを最小限に抑えつつ生産を最大化することを意図した畜産の取り組みを指す。これを達成するべく、畜産事業者は牛、家禽、魚といった家畜を高密度かつ大規模に飼育しており、最新機械、バイオテクノロジー、国際貿易も活用している。この産業の主な生産物は、人間が消費するための食肉、牛乳、卵である。
米国の家畜の99%は工場的畜産によるとされる。また世界全体では陸上家畜の4分の3、約74%が工場的畜産で飼育されていると推定されており、これは常時、世界で約230億頭の動物が工場式畜産で飼育されていることになる。工場的畜産は拡大を続けており、中国のように国家が「養豚ビル」を150カ所建設することを目標に掲げる例もある。
集約畜産は動物福祉、健康への影響、環境への影響（例:農業汚染や気候変動）、人獣共通感染症によるパンデミックなどのリスクを含んでいる。集約畜産の利点、危険性、持続可能性、倫理的問題については議論が継続中である。

## 歴史
集約畜産は農業の歴史において比較的最近の発展事業であり、科学的発見や技術的進歩の成果である。19世紀後半からの技術革新は、一般的に産業革命後半における他産業での大量生産の発展と並行している。20世紀最初の20年で発見された各種ビタミンとそれらの動物栄養における役割がビタミン補給剤（の開発）につながり、屋内で鶏を飼育できるようになった。抗生物質とワクチンの発見は病気を減らすことで大量の家畜飼育を促進した。第二次世界大戦で使用するために開発された化学物質は合成農薬に昇華した。海運ネットワークと科学技術の発展は農畜産物の長距離配送を実現可能にした。
世界の農業生産は1820年から1975年にかけて4倍増となり、これは1800年に10億人を、2002年には65億人という世界人口を養うためだった:29。同時期に、工程がより自動化されたことで農業に携わる人々の数は減少した。1930年代にはアメリカの人口の24％が農業に従事していたが、比較すると2002年には1.5％となった。1940年には農夫1人当たり消費者11人に向けて農作物を供給していたのに対し、2002年には農夫1人当たり消費者90人への供給となった:29。
イギリスで集約畜産の時代が始まったのは1947年、新たな農業法 (Agriculture Act 1947) が同国の輸入肉依存を軽減するため、新技術を導入することで生産性向上に取り組む畜産農家に対して補助金を出すようになった時である。国際連合は「畜産業の強化が食糧安全保障をもたらす方法だと見なされていた」と記している。同国では現代でも集約畜産は拡大を続けており、2016年から2024年にかけて20％増加している。1966年に、アメリカ合衆国やイギリスやその他の産業先進国が、肉牛、乳牛、国内豚の集約畜産を開始した。欧米という中心地を起点に、集約畜産は20世紀後半に世界各地に広がり、家畜飼育の伝統的手法を集約型に拡張したり置き換えていく国々が増えている。1990年には集約畜産が世界の食肉生産の30％を占め、2005年には40％に増加した。
1961年には、人間1人あたり2.5匹の陸生畜産動物が飼育されていたが、2020年には9.5匹で、280%増加した。現在では毎年740 億の陸生畜産動物が生産されていることになる。

## 種類
集約畜産では一般的に、牛、豚、鶏などの動物を多数抱え、多くの場合は屋内で、また通常は高密度で飼育を行う。その目的は可能な限り低コストで、食肉、卵、牛乳を大量生産することにある。食物はその場で供給される。健康維持と生産性向上のために使われる手法として、消毒剤、抗菌剤、駆虫薬、ホルモン、ワクチンの使用や、タンパク質、ミネラル、ビタミンのサプリメント、頻繁な健康検査、バイオセキュリティ、そして空調管理施設なども含まれる。身体拘束は、生産上望ましくないと思われる行動や動作を制するために使われる。繁殖計画は、閉鎖的な状況にうまく適合する動物を産んで均質な食品を提供できるようにする目的で実施される。
先進国では家畜や家禽の集約生産が普及している。2002-2003年にかけて国際連合食糧農業機関(FAO)が推定する世界生産のうち集約畜産の割合は、牛肉と仔牛肉で7％、羊肉と山羊肉で0.8％、豚肉で42％、家禽肉（鶏肉も含めた鳥の肉全般）で67％だった。これら食肉の世界総生産の39％と卵総生産の50％を集約畜産が占めていると推定された。全米豚肉生産者協議会 (National Pork Producers Council) によると、アメリカ合衆国では毎年屠殺される豚9,500万頭のうち8,000万頭が集約畜産の状況で飼育されたものである:29。

### 鶏

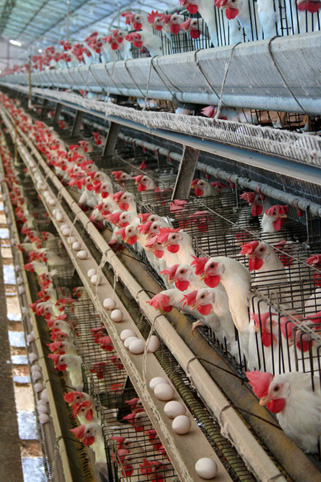
ブラジルの養鶏

20世紀の家禽生産における大きな画期的事象はビタミンDの発見で、鶏を一年じゅう閉鎖状況で飼育できるようになった。これ以前は、冬季に（日光不足のため）鶏は繁殖せず、オフシーズンでの卵生産、孵化、食肉生産はどれも非常に困難で、養鶏は季節的でお金がかかるのが課題となっていた。特にブロイラーに関しては、一年じゅうの生産がコストを削減した。
同時に、科学的な繁殖によって卵生産が増加した。米国オレゴン試験場では 幾度かの失敗の末、ドライデン教授により成功が示された。
生産と品質の向上は、より低い労働要件を伴うものになった。1930年代から1950年代初頭にかけて、米国の畜産農家はフルタイムで働いて雌鶏1,500羽を供給していた。1950年代後半、鶏卵価格が大幅に低下したため、典型的な畜産農家は飼育する鶏の数を3倍にして、3羽の鶏を1羽用のケージに入れたり、床囲い鶏舎を1段のねぐらから3段のねぐらに変えたりした。この後まもなく価格がさらに低下して、多くの卵農家がこの事業から離れた。この収益性低下は消費者価格の全般的な下落を伴うもので、家禽や卵は高級食品としての地位を失うことになった。
オレゴン州最後の家族養鶏場Rex Farmsは30,000羽の鶏を飼育して1990年代まで存続していた、とロバート・プラモンドンは報告している。ただし、現在では標準的な産卵運用施設が約125,000羽である。
鶏卵と鶏肉事業の垂直統合は、主要な技術的変化が長年にわたって全て実施された後（現代のブロイラー飼育技術開発、コーニッシュ交配ブロイラーの採用、産卵ケージの使用を含む）に起こった遅い発展だった。
1950年代後半までに、家禽生産は劇的な変貌を遂げた。大規模畜産場と食品加工場とで、数万匹の鳥飼育が可能となった。冷凍または生肉で市場や卸売業者に出荷する目的で、鶏は食肉処理場に送られて屠殺され、包装済みの商業製品に加工される。肉用品種の鶏は現在6-7週間で市場重量まで成長するが、ほんの50年前にはこの3倍の歳月を要した。これは遺伝子選択と栄養改善（ただし、米国ほか多くの国で家禽への使用が違法でかつ効果のない成長ホルモン投与はしない） に起因する。かつて食肉は時々だけの消費だったが、一般的な有用性と低コストが先進国で鶏肉を一般的な肉製品にしていった。1980年代と90年代に赤肉のコレステロール含有量に対する懸念が高まり、さらに鶏肉の消費が増加した。
現在、卵は環境数値がよく管理された大規模なバタリーケージ養鶏場で生産されている。鶏は人工的な循環照光を浴びて一年じゅう産卵を促進される。さらに、米国では一般的に強制換羽が行われており、それは卵の大きさや生産量を増やす目的で、光と食物の摂取を人為操作して換羽を引き起こしている。強制換羽は物議を醸しており、EUでは禁止されている。
鶏は平均で1日1個の卵を産むが、年間を通して毎日ではない。産卵は品種と時期によって異なる。1900年では平均産卵量が雌鶏1羽あたり年間83個だった。2000年には300個を大幅に超えていた。米国では、採卵鶏（レイヤー）が2回目の産卵期を経て屠殺される。ヨーロッパでは、通常1回目の産卵期を経て屠殺される。産卵期は（品種と季節によるが）雌鶏が約18-20週齢になると始まる。採卵鶏の雄はどの年齢でも商業的価値が殆どなく、繁殖に使用されないもの（全採卵鶏の約50％）は孵化後すぐに殺処分される。老鶏にも商業的価値は殆どない。そのため、100年前に家禽肉（若鶏など）の主な供給源は肉用鶏のブロイラーに完全に置き換えられた。

### 豚

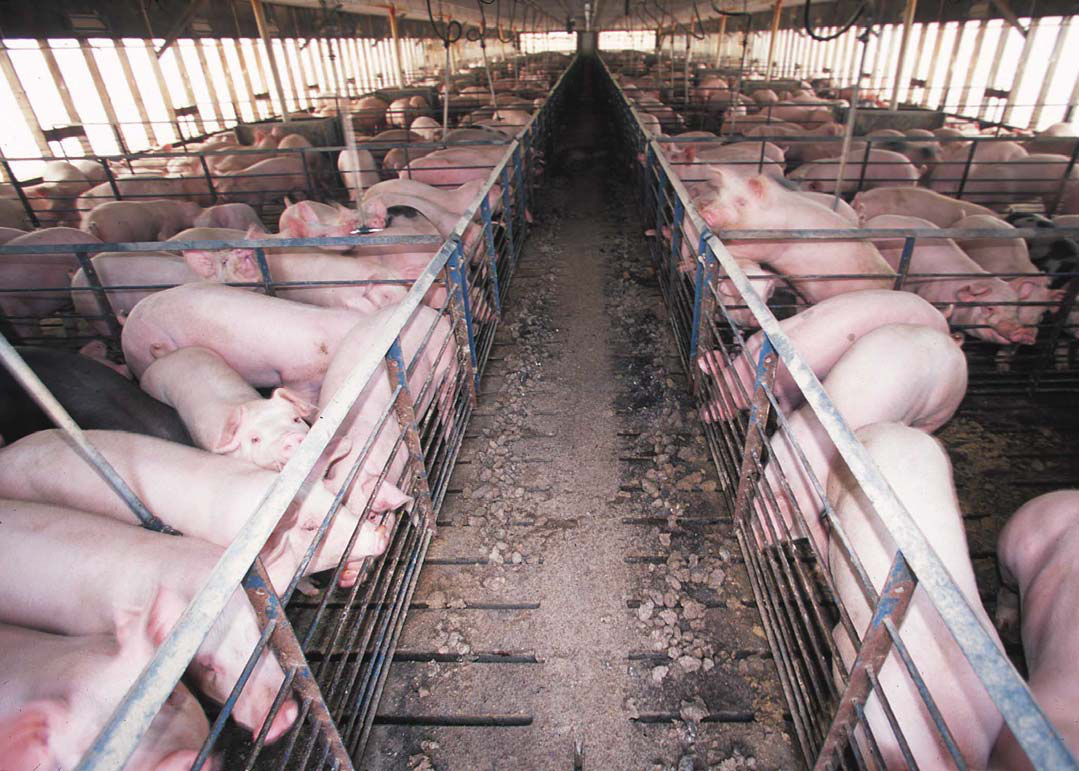
米国中西部の集約システムで舎飼いされている豚

集約型豚舎は、米国において屠殺時まで豚を国内飼育することに特化した高密度家畜飼養経営体(CAFO) と称される物の一形態である。このシステムで、成長期の豚は屋内で群飼ないし藁で覆われた小屋に収容され、一方で妊娠期の豚は妊娠ストールに入れられ、分娩柵に出産する。
妊娠ストールの使用は生産コスト低減をもたらす結果となるも同時に動物福祉への懸念をもたらした。世界最大規模の豚生産国（米国やカナダなど）の多くは妊娠ストールを使用しているが、一部の国（イギリスなど）と一部の米国州（フロリダ州やアリゾナ州など）では禁止されている。
集約型豚舎は一般に倉庫のような大型の建物である。屋内豚のシステムは豚の状態を監視し、死亡を最小限に抑え、生産性を向上させている。建物は換気および温度調整が行われている。米国内品種の豚の大半は熱というストレスの影響を受けやすく、また全ての豚は汗腺がなくて自身を冷やせない。豚は高温耐性が限定的で、熱ストレスで死に至ることがある。豚の許容範囲内で限定した温度を維持することもまた成長率（飼料比率に対する成長率）を最大化することになる。集約事業運営では、豚は自然の冷却メカニズムである泥浴びができなくなる。集約型豚舎では換気または水冷システム（水滴を垂らして冷却するシステム）を用いて温度を制御する。
豚は生来の雑食性で、一般的に穀物とタンパク質源（大豆または肉骨粉）の混合飼料を給餌される。より大規模な集約型豚舎は飼料穀物の栽培農地に囲まれている場合もある。言い換えれば、豚舎が穀物産業に依存している。豚の飼料は袋詰めか現地で混合したものが購入される。個々のストールに豚が囲われる集約型豚舎システムでは、各豚に飼料の分け前を割り与えることが可能である。また、個別の給餌システムは飼料を介した豚の個別投薬も容易にしている。他の動物個体と密接していて病気がより急速に広がるため、このことは集約的畜産の手法として実に重要である。病気の蔓延を防ぎつつ成長を促進するため、抗生物質、ビタミン、ホルモン、その他サプリメントなどの薬物プログラムが予防的に投与される。
屋内方式の、特にストールと仕切り（いわゆる「乾式」で藁敷き方式ではない）は排泄物の収集を容易にしている。屋内集約型豚舎では、ラグーンシステムや他の汚物管理システムを通じて糞尿が管理されている。しかし、臭気は管理が難しい問題として残っている。
集約型システムにおける動物の収容方法は様々である。繁殖用の雌豚は、妊娠期や分娩期になると、その時間の大半を妊娠ストール内で同腹仔と共に過ごす。
子豚にはしばしば、去勢、尾切り（尾噛みを減らすため）、牙切り（母豚の乳首負傷を減らし、歯茎の病気を減らし、今後の牙の成長を防ぐため）、耳刻（識別しやすくするため）などの様々な処置が施される。そうした処置は鎮痛剤なしで実施されるのが通例である。ひ弱な発育不良のひね豚は出生直後に殺処分される場合もある。
また、子豚は2週から5週齢の間に離乳して母豚と別離され、小屋に入れられる。しかし、群れの大部分を占める成長期の豚は、幾つもの仕切りを備えた代替の屋内舎に収容されるのが通例である。妊娠中は、飼料管理と成長管理を容易にしてくれるストールの使用が好ましい場合もある。それはまた豚の攻撃行動（例:尾噛み、耳噛み、外陰部噛み、食物奪取）も防いでいる。集団での仕切り囲いは一般的に畜産扱いの高い技術が求められる。こうした囲いには藁やその他の素材が入っていないのが通例である。その一方、藁を敷いた小屋には年齢別グループでより大きな集団を収容する場合もある。

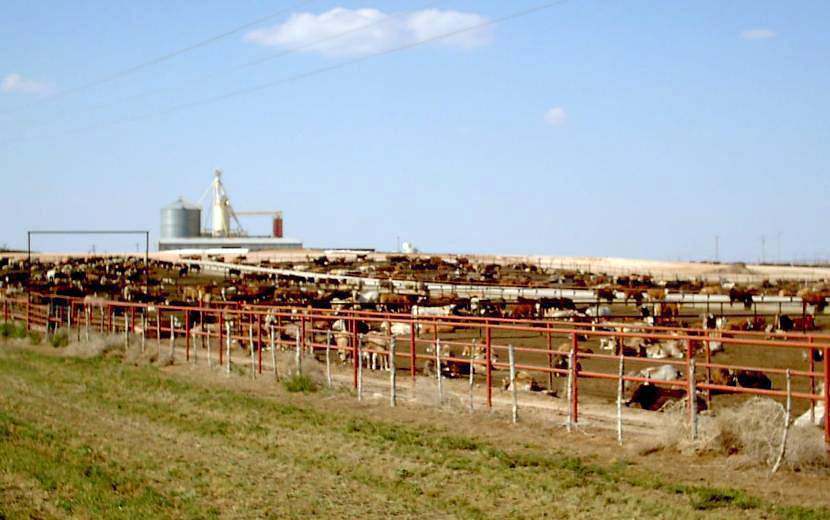
テキサス・パンハンドルの肥育場にいる肉用牛。こうした囲い込みは畜産農家により多くの仕事が生じるが、動物を急成長させることができる。

### 牛
牛はウシ科ウシ亜科の家畜化された有蹄動物である。牛は、食肉（ビーフやヴィールと呼ばれる）、乳製品（牛乳）、皮革用の家畜として、また輓獣として飼育されている。2009-2010年時点で、世界には13-14億頭の牛がいると推定されている。

肥育場システムの図。これは従来の放牧方式とは対照的。

最も一般的な牛の世話としては、日々の給餌、清掃、搾乳などがある。多くの日常的な飼育慣行には、耳へのタグ付け、除角、出荷、医療行為、予防接種、蹄のケア、品評会や準備に向けた訓練などが含まれる。
牛が約290kgの体重に達すると、トウモロコシの副産物（エタノール生産に由来する）、大麦、その他穀物さらにはアルファルファや綿実油粕からなる特別な動物飼料を給餌するため、彼らを放牧地から肥育場に移動させる。その飼料には、ビタミン、ミネラル、化学防腐剤、抗生物質、発酵製品、そして配合会社から購入した市販飼料に混ぜ込むその他の微量必須元素なども含まれている。これらの製品が活用できるため、畜産農家は自分の穀物を使って独自の飼料を配合することが可能で、推奨レベルのミネラルやビタミンを動物が摂取できるようになっている。
近代的な牛の集約畜産システムが原因で、人間の健康上に多くの潜在的影響があるという。使用される抗生物質や成長ホルモンに関する懸念、大腸菌汚染の増加、飼料による肉の飽和脂肪含有量の増加、そして環境への懸念などもある。
2010年時点で、米国では766,350人の生産者が牛肉の飼育に参加している。牛肉産業は肉用仔牛の飼育に携わっている生産者の多さで区分されている。肉用仔牛は一般的に小さな群れで飼育されており、群れの90％以上が牛100頭未満である。肥育場でしばしば行う仕上げ期（の屠殺加工）に携わる生産者は少ないが、それでも米国には82,170の肥育場がある。

### 養殖業

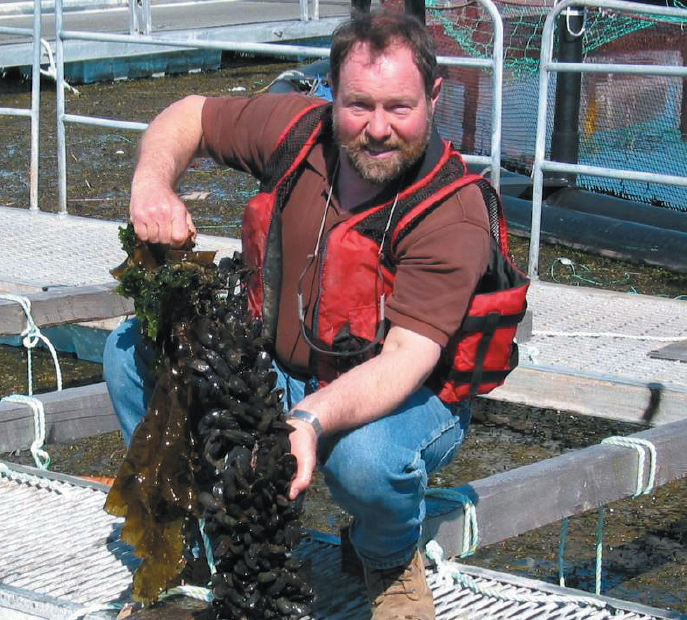
アトランティックサーモン生息域近くで養殖されたムール貝。カナダ、ファンディ湾。

統合マルチ栄養水産養殖とも呼ばれる多栄養段階統合養殖(IMTA) は、ある種からの副産物（排泄物）をリサイクルして別の種への投入物（肥料、食物）にして、集約的養殖を行うものである。水産養殖（魚やエビなど）を海藻などの無機エキスや貝などの有機エキスの養殖と組み合わせて、環境の持続可能性（生物的緩和）、経済的安定性（製品の多様化とリスク低減）、社会的受容性（より良い管理）のバランスの取れたシステムを作りあげている。
このシステムは従来の水産養殖とは異なり、様々な食物連鎖段階や栄養段階の種を利用するためマルチ栄養（多栄養段階）とされる。
理想的には、そうしたシステムにおいて生物学的手法と化学的手法のバランスをとるべきである。これは、異なる生態系機能を提供する様々な種の適切な選択と比率を通して達成されている。同時培養する種は単なる生物濾過ではなく、商業的に価値のある収穫可能な品種（食用の海藻・貝など）であるべきである。短期では単一育成手法で達成できるものと比較して幾つかの個別種の生産が低い場合でも、同時養殖する種の相互利益と生態系の健全性向上に基づいたIMTA方式の運営は、結果的にシステム全体の生産量をより高めるとされている。

## 規制
様々な管轄区域で、ある種の集約畜産が環境保護のため規制対象とされる。米国では、汚物を排出したり排出を申請する高密度家畜飼養経営体(CAFO)は連邦政府の水質浄化法(Clean Water Act)に準ずる要件を満たすよう、 必要に応じて肥料栄養、汚染物質、廃水等を管理する計画の許可及び実施が求められる。規制の順守および施行のデータは一部が入手閲覧可能である。2000年に、アメリカ合衆国環境保護庁は32業種の環境パフォーマンスについて5年と1年のデータを公開し、そのうち畜産業データは主にCAFOの検査から得られたものである。そのデータは主に水質浄化法に基づく検査と施行に関するものだが、大気浄化法や資源保護回復法(Resource Conservation and Recovery Act)に基づいたものでもある。32業種のうち、畜産業は5年間での環境パフォーマンスの上位7位に入り、検査に対する執行命令の割合が低いことで、調査期間の最終年にはトップ2の一角を占める良好な環境パフォーマンスが示された。5年と最終年における畜産業の執行命令・検査の割合は、それぞれ0.05と0.01であった。また、最終年に違反した施設割合が最も低いという点で畜産業は32業種中トップ2の一角を占めた。カナダでは、集約畜産事業が州の規制対象であり、規制事業体の定義は州によって様々である。例をいくつか挙げると、集約畜産事業（サスカチュワン州）、給餌制限事業（アルバータ州）、肥育場（ブリティッシュコロンビア州）、永続的な高密度屋外拘置区域（オンタリオ州）、肥育場（マニトバ州）等である。カナダでは、集約畜産も他の農業部門と同様、連邦や州の様々な要件対象となる。
米国では、半分の州で家畜動物が連邦動物福祉法を含む動物虐待法から除外されている。1873年に制定され1994年に改正された28時間法は、動物が殺処分目的で輸送されている場合、車両は28時間ごとに停車して、運動、食物、水のために動物を外に出さなければならないと定めている。米国農務省は同法律が鳥に対しては不適用だと主張している。人道的殺処分法 (Humane Slaughter Act) も同様に制限を設けている。当初1958年に可決しこの法律は、殺処分前に家畜を無意識状態にすることを求めている。この法律もまた食用に屠殺される動物の90％以上を占める鳥と、それからウサギと魚も除外である。個々の州には全て独自の動物虐待条例がある、ただし標準的な農畜産慣行を免除する規定が多くの州にある。
米国には、できる限り最も現実的な方法で畜産場を規制する試みがある。限られた数の資源と時間で動物の大半を効果的に規制する最も簡単な方法は、大規模畜産場を規制することである。ニューヨーク州では、いずれも300頭未満の牛しかいないため多くの動物飼育事業がCAFO とは見なされていない。これらの畜産場はCAFOレベルでの規制がなされていない。このことは汚染や養分溶脱につながりかねない。米国環境保護庁 (EPA)のウェブサイトは、ニューヨーク州の湾内域で247の動物飼育事業体があり、そのうち州の汚染物質排出防止システム(SPDES) の許可がされたCAFOが68事業体だけだと述べて、この問題の規模を例示している。非CAFO畜産場への規制はあるとしても厳格さが遥かに低いので、対処の必要がある問題となっている。
オハイオ州では動物福祉団体が畜産団体との交渉による和解に達したが、カリフォルニア州では、畜産動物の囲い込みに対する基準という（条例案の）住民投票事項2が、2008年に有権者達によって可決され法施行された。他の州では規制が制定されていたり、州内での住民投票に向けた計画や陳情活動が進行中である。
2009年2月に、厩肥やその他農畜産業副産物の利用と称される行動指針が米国農務省より提出された。この計画の目標は、肥料を安全かつ効果的な方法で使用することにより、環境保護および人間や動物の健康を保護することにある。これを実現するためには、幾つかの行動を採ることが必要とされており、その4つの内容は次のとおりである。
- より効果的な動物栄養管理を通じて、厩肥栄養の使い勝手を改善する。
- 改善された収集、保管、処理の選択肢を通じて、厩肥の価値を最大化する。
- 集約畜産システムにおける厩肥活用で収益性を改善し、土壌、水、大気の質を保護する。
- 再生可能エネルギー源として厩肥やその他の畜産副産物を使う事。

2012年にオーストラリア最大手スーパーマーケットチェーンのコールス・グループは、2013年1月1日をもって集約畜産で飼育される動物由来のブランド豚肉と卵の自社販売を停止する、と発表した。同国内にある別の主要スーパーマーケットチェーンのウールワースは、既に集約畜産の動物製品廃止に取り組んでいる。ウールワースの自社ブランドの卵は現在全て平飼い（ケージ無し）であり、2013年半ばまでに全ての豚肉がストール無しの畜産場を営む畜産農家から来ることになる。

## 物議と批判
かつては集約畜産が収容、栄養、疾病管理の改善をもたらしていると、主張されていた。
近年では集約畜産が、野生生物や環境への悪影響、健康上のリスク、動物福祉への懸念 になると問題提起されている。2019年の米国調査では回答者の40％以上が工場畜産の新設の禁止を望むと回答。2024年、ＥＵは集約畜産農場からの有害な排出物を制限する新規則を承認した。2021-2022年に設立された国際サステナビリティ基準審議会は畜産業者の情報開示基準において、集約畜産が汚染や廃棄物といった環境負荷につながる可能性があることから、その飼育施設から生産される動物性たんぱく質の量を開示するよう求めている。

### 動物福祉
1964年に畜産の現状を記した「アニマルマシーンｰ近代畜産に見る悲劇の主役たち」（ルース・ハリソン（英語版）著）が出版された。この本には食鳥処理における虐待的屠殺、産卵鶏のケージ飼育、恒常的貧血状態のヴィ―ル子牛などでの動物福祉（アニマルウェルフェア）問題が詳細に報告された。「アニマルマシ―ン」により、家畜の扱いに社会の関心が集まり、イギリスにおいて専門委員会が立ち上げられ家畜の調査、検討が行われた。その結果、集約畜産に虐待の可能性がはらんでいることが、調査報告書（ブランベル・レポート 1965年）で指摘された。ブランベルレポートにのっとり1968年に畜産動物福祉常任諮問委員会が設立（その後1979年に畜産動物福祉審議会 (Farm Animal Welfare Council) に移行）、五つの自由（飢えや渇きからの解放、不快感からの解放、痛みや怪我・病気への介抱、通常行動ができること、恐怖や苦痛からの解放）が提案された。その後、「五つの自由」は世界の家畜動物福祉の共通認識となる。集約畜産の内情が明らかになるにつれ、動物が畜産工場(factory farms)で扱われる手法や方式が議論の的になり、動物福祉は規制強化の強力な推進力となっている。EUは2010年までに肉鶏の飼育最大密度を設定する追加規制を導入した。これについてイギリスの動物福祉大臣は「肉鶏の福祉はEU全体の人々の主要な関心事である。この合意は我々が動物福祉を気に留めているという強いメッセージを世界中に送ることになる」と発言した。
鶏などの動物がA4ページよりも小さなスペースで飼育されるのが、集約畜産における空間活用の一般的な方法である。放牧のように広く多様な資源を有する飼養環境では社会的順位の低い個体が高順位の個体を回避できることから激しい競争は見られない。しかし集約畜産では動物は限られた空間内で飼育されることでストレスを受けることが多く、お互いを攻撃してしまう。感染につながる怪我を防ぐため、くちばし、尾、歯、角などは除去される。多くの子豚が歯や尾の除去後にショックで死んでしまうとされ、その理由はこれらの処置で鎮痛剤が使用されないためだとされる。鶏のクチバシ切断はいくつかの国で禁止されている。クチバシの切断をしなければ有害なツツキがおこるとの意見もあるが、動物福祉に配慮した適切な環境を用意すれば防ぐことができるとされる。イギリスではクチバシの切断は禁止されていないが、法制化に向けた圧力が高まっている。
米国では子宮脱・膣脱・直腸脱による雌豚の死亡率が増えているが、これは集中的な繁殖や集約畜産で使用される妊娠ストールに起因すると言われる。米国では600万頭の繁殖雌豚の60-70％が妊娠期に囲い込まれ、妊娠期の大部分を0.61×2.13 mの妊娠ストールで過ごす。物議を醸す慣行の1つである妊娠ストールは、欧米ほか世界中で法規制の対象となっている。欧州連合では妊娠4週目以降の妊娠ストール使用を2013年に禁止した。アメリカでは10の州が妊娠ストールの使用禁止を決定。米国最大の豚肉生産者は2007年1月、妊娠ストールを2017年までに段階的に廃止すると発表した。
そのほか、繁殖用に飼育される畜産動物では、脂肪過多による繁殖性や健康性の低下につながる可能性から制限給餌が一般的であり、基本的な飢餓問題がある。また効率を重視し飼料は完全配合飼料化されているが、動物には自分で餌を探して食べたいという強い摂食動機がある。それは強度に育種選別されてきた牛・豚・鶏などの家畜にも残っている。摂食動機は満腹になれば収束するのではなく摂食行動の持続時間に強く影響される。腹が満たされても十分な摂食時間がないことで、豚の尾かじりや腹下もぐり、鶏の他個体ツツキや壁ツツキ、牛の熊癖といった葛藤行動、また豚の偽咀嚼や小石しゃぶり、鶏の遊び食い、牛の舌遊びや飼料掻き揚げなどの異常行動が発現する。

### 人体の健康への影響
米国疾病管理予防センター(CDC)によると、動物が集約飼育されている畜産場は畜産従事者に健康への悪影響を引き起こしうる。作業者は急性および慢性の肺疾患や筋骨格損傷に罹るかもしれず、動物から人間に伝染する感染症（結核など）を発症する可能性もある。
農薬は有害と考えられる生物を抑制する目的で使用され、有害生物での商品ロスを防ぐことで農家に入るお金を保護している。米国では、農薬の約4分の1が家屋、庭、公園、ゴルフ場、水泳用プールで使用され、約70％が農業で使用されている。ただし、農薬は消費者の身体に摂取されて、健康上の問題を引き起こす可能性がある。この原因の1つが集約畜産で飼育された動物の生物濃縮とされている。
「調査では、畜産工場の隣にある住民コミュニティにて呼吸器、神経行動、精神的な疾患の増加が見つかった」。
化学物質、細菌、ウイルス化合物は動物の排泄物から土壌や水中に移っていく場合がある、とCDCは記している。そうした畜産場付近の住民は、不快な臭い、ハエ、健康への悪影響などの問題を報告している。
CDCは、動物の排泄物から河川や湖や大気への放出と関連がある数々の汚染物質を特定している。家畜への抗生物質使用は抗生物質耐性病原体を作りだす場合があり、寄生虫、細菌、ウイルスが蔓延する可能性もある。アンモニア、窒素、リンが表流水の酸素濃度を減らしたり飲料水を汚染する可能性もある。農薬やホルモンが魚類にホルモン関連の変化を引き起こす場合もある。動物の餌と羽が表流水を取りこむ植物の望ましい成長を妨げ、病気を引き起こす微生物に栄養素を与えてしまう場合もある。人間の健康に有害なヒ素や銅などの微量元素が表流水を汚染する可能性もある。
集約畜産が有害な病気の進化および蔓延をより容易にしてしまう場合もある。伝染性の動物疾病の多くは密集した動物集団を介して急速に広がり、群れが遺伝子再集合の可能性をより高める。ただし、2009年新型インフルエンザの世界的流行で起こったように、小規模な家族経営畜産では鳥類の疾病を取りこんで人間達に伝染してしまうケースがより頻繁に起こる可能性が高い。
欧州連合(EU)では、安全レベルを定める方法がないとの根拠で成長ホルモンが禁止されている。英国は予防的アプローチを遵守するため、将来いつの日かEUが禁止を終わらせる際には個別事例で安全証明された特定のホルモンだけ導入を検討すると語った。1998年、EUは人間の健康にとって有益であると判明した抗生物質の動物給餌を禁止した。さらに2006年、EUは成長促進目的で使用される家畜用のあらゆる薬物を禁止した。これら禁止の結果、畜産物やヒト集団内で抗生物質への耐性レベルが低下したことが示された。
畜産物の国際間貿易は、豚熱、狂牛病、口蹄疫、鳥インフルエンザといった病原性疾患の世界規模感染のリスクを高める。
米国では、家畜への抗生物質使用が依然として一般的である。アメリカ食品医薬品局は、2009年に販売された全抗生物質の80％が家畜に投与されており、これら抗生物質の多くは人間の病気治療に使用される薬物と同一または密接に関連していると報告している。その結果、これら薬物の多くはヒトへの有効性を失い、米国における薬剤耐性細菌感染に関連する総医療費は年間166億-260億ドルとなっている。
メチシリン耐性黄色ブドウ球菌(MRSA)が豚と人間で確認されていて、ヒト感染へのMRSA保有宿主という豚の役割に懸念が広まっている。ある研究では、2007年に米国とカナダの養豚業者の20％がMRSAを宿していたことが判明した。続いての研究では、オランダの養豚場の81％がMRSAを保有する豚を飼育しており、屠殺時に39％の動物が持っていた微生物はいずれもテトラサイクリン耐性感染で、その多くは他の抗菌薬にも耐性があった。より最近の研究で、MRSA-ST398分離株は他のMRSAまたはメチシリン感受性黄色ブドウ球菌よりも、畜産業で使われる抗菌剤チアムリンへの感受性が低いことが判明した。MRSAの症例は家畜動物で増加している。CC398は動物に出現したMRSAの新たなクローンで、集約飼育された畜産動物（主に豚だが、牛や家禽も）で見つかり、人間に感染しうるものである。CC398は人間にとって危険だが、食用の畜産動物ではしばしば無症状である。
2011年の全米調査では、アメリカの食料品店で販売されている食肉と家禽肉の約半分(47%)が黄色ブドウ球菌に汚染されていて、それら細菌の過半数(52%)が少なくとも3段階の抗生物質に耐性があると報告された。ブドウ球菌は適切な調理で死滅させるべきだが、不適切な食品取り扱いや調理場での二次汚染を通じて消費者を危機に追いやる場合がある。この調査の主筆者は「薬剤耐性黄色ブドウ球菌が非常に流行しており、それが食用動物自体に由来する可能性が高いという事実は問題で、現在の食用畜産における抗生物質の使用法には注意を要する」と述べた。
2009年4月、メキシコではベラクルス州の議員達が大規模な豚および家禽の畜産事業体が豚インフルエンザの世界的流行の繁殖地になっていると非難したが、彼らの主張を裏付ける科学的証拠は存在しなかった。その地域で100頭以上の感染体を急死させた豚インフルエンザは、スミスフィールド・フーズ子会社の高密度家畜飼養経営体 付近で始まったと見られている。
2005年、ロンドンの「脳内科学物質と栄養協会」のマイケル・クローフォード教授のチームが現代の鶏肉を分析した結果によると、今日のスーパーマーケットで売られている鶏肉は、1970年代の標準的な鶏肉に比べて、脂肪が3倍近く多く、タンパク質は3分の1しかない。現代の一部の鶏肉は70年代の鶏肉より50％カロリーが多く、DHA（オメガ3脂肪酸の一種）を野鶏（野生の鶏）の5分の1しか含んでいないことを発見した。クローフォードは、このような鶏肉の栄養価の著しい変化の原因は工場式畜産にあるとし、集約的に飼育された現代の鶏は、高カロリーの餌を与えられ、ほとんど動けないことを指摘した。

### 環境への影響
集約畜産は生態系サービスの喪失と地球温暖化を通じて、地球環境に対する最大の脅威となるまで成長しているとの主張が見られる。それは 主に地球の自然破壊と生物多様性の減少の原動力とされる。動物用だけの飼料栽培が求められる工程では、かなりの量の肥料と農薬を含む集約的手法を使った栽培がしばしば行われる。これは農業用化学物質や厩肥廃棄物そして水やエネルギーなどの有限資源を持続不可能なペースで使用するため、結果として水、土壌、空気の汚染リスクが高まる。気候変動と環境への懸念を理由に大規模畜産施設が議会で否決される例もある。
英国では野生鳥類の43％が絶滅の危機に瀕しているが、その要因の一つは集約畜産による鳥インフルエンザなどの病気の加速とされている。
昆虫食は昔からある家畜向けの持続可能な解決策として多くの専門家から評価されている。
豚と家禽の集約畜産は温室効果ガス排出の重要な源で、ますます多くなると予測されている。集約的養豚場では、動物は一般的に排泄物が流れ出ていくようグレーチングがあるコンクリート上で飼育される。厩肥は通常スラリー（ここでは尿と糞便の液体混合物）の形で貯蔵される。畜産場での貯蔵中に、スラリーはメタンを放出して厩肥が畑に散布されると亜酸化窒素を放出し、土地と水の窒素汚染を引き起こす。集約畜産から生じる鶏糞は高レベルの亜酸化窒素とアンモニアを放出する。集約畜産から生じる排泄物は特にその大量さが問題である}。動物の排泄物が不適切にリサイクルされると、空気質と地下水が危険に晒される。
集約畜産による環境への影響には以下のものがある。
- 動物飼料の生産を目的とした森林伐採
- 高タンパクで高カロリーな動物飼料の生産を目的とする持続不可能な土壌の締固め
- 飼料生産を目的とする、農薬、除草剤、肥料の製造および使用
- 飼料作物を目的とする、地下水汲み上げを含む水の持続不可能な使用
- 飼料作物に対して使われる肥料および厩肥からの窒素やリンによる、土壌、水、空気の汚染
- 土壌劣化（肥沃度の低下、土壌の締固め、塩分濃度の増加、砂漠化）
- 富栄養化、酸性化、農薬、除草剤による生物多様性の減少
- 世界規模で起こる家畜の遺伝的多様性の減少および在来種の喪失
- 家畜に関連した生息地の破壊による種の絶滅（特に飼料作物）

### 従事者
小規模畜産家はしばしば集約畜産の運営に没頭して、産業施設の契約飼育者として活動する。家禽の契約飼育者の場合、畜産農家は鳥達を収容する小屋の建設に巨額の投資が求められ、必要な飼料や薬剤を購入することも要求され、多くの場合は僅かな利益率だったり、利益ゼロや損失が出てしまう。
研究では、米国の高密度家畜飼養経営体(CAFO) にいる移民労働者の多くがこれら仕事に関連する危険性に関する職務別訓練や安全衛生情報を殆どあるいは一切受け取っていないことが示されている。こうした情報はしばしばその国の母国語だけで提供されるため、言語力が乏しい外国人労働者は仕事関連の訓練を受ける可能性がかなり低い。その結果、外国人労働者の多くは自分達の仕事を危険だと考えていない。これが 個人用防護具(PPE) 使用の一貫性を無くさせており、ひいては職場での事故や負傷につながってしまう。また、移民労働者は職場の危険や負傷を報告する可能性も低い。
2010年の米国労働統計局の報告によれば、鶏の解体処理は、非致死性の職業病にかかる率が最も高い仕事の1つ。ライブハンキング（処理場に着いた鶏を箱から出して足かせが並ぶ動くベルトコンベアにつるす作業）では7人に1人が体を痛めており、これは民間企業の平均の2倍を超える）。作業員は、高速のベルトコンベアに合わせて同じ動きを1日に2万回から3万回も繰り返さなくてはならない。そのせいで反復性過労障害になる危険性が他の仕事の14倍も高い。

### 市場の集約化
主な産業の集約化は屠殺および食肉加工段階で起きており、4社だけで牛の81％、羊の73％、豚の57％、鶏の50％を屠殺および加工している。屠殺段階でのこの集約化は大部分が規制上の障壁によるものと考えられ、経済的に小さな屠殺場の建設、維持、事業継続を難しくしている可能性がある。集約畜産は価格を下落させる過剰生産に貢献していると思われるので、家畜生産者にとって伝統的畜産よりも不利益となっているかもしれない。「先渡契約」と「販売協定」を通じて、精肉卸業者は家畜の生産準備ができるはるか以前に家畜の価格を設定することが可能である。これらの戦略はしばしば畜産農家がお金を失う原因となり、2007年では全米の家族経営の半分がそうだった。
1967年、米国には100万件の養豚場があった。2002年時点では114,000件となった:29。
多くの家畜生産者が家畜を消費者に直接販売したいと考えているが、米国農務省が検査した屠殺施設が限られていて、地元で飼育された家畜は通常、現地で屠殺および食肉加工することができない。

### デモ活動
2011年から2014年にかけて、ベルリンでは毎年15,000-30,000人が「我々はうんざりだ！ (We are fed up) 」のテーマのもとに集まり、集約畜産業に抗議デモを行っている。